# 토션빔 서스펜션
토션 빔 식 서스펜션(Twist-beam rear suspension, Torsion beam axle)은 자동차의 서스펜션 형식 중 하나. 카탈로그에는 "차축식" "트레일링 암 식"등으로 표기되기도 한다.

## 특징
전륜구동(FF) 차의 뒷바퀴에 사용되며, 좌우의 트레일링 암이나 링크가 비틀림(토션)을 허용하는 크로스 빔으로 연결되어 있다. 좌우륜이 어느 정도 개별적으로 상하동(스트로크) 할 수 있어, 차축 현가와 독립 현가의 중간이라 할 수 있다(반 독립 현가라고도 불린다). 크로스 빔이 토션 바 스프링으로 기능하며 스태빌라이저와 같은 항 롤 특성을 얻을 수 있다.
초대 폭스바겐 골프의 성공으로 많은 메이커가 추종하여 저비용 FF 자동차용 리어 서스펜션의 표준이 되었다.
다음 그림 중의 주황색 부분이 토션 빔, 노란색은 트레일링 암(트레일링 링크), 녹색은 래터럴 로드(패널 로드).
서스펜션 스프링에는 통상 코일 스프링이 조합된다.

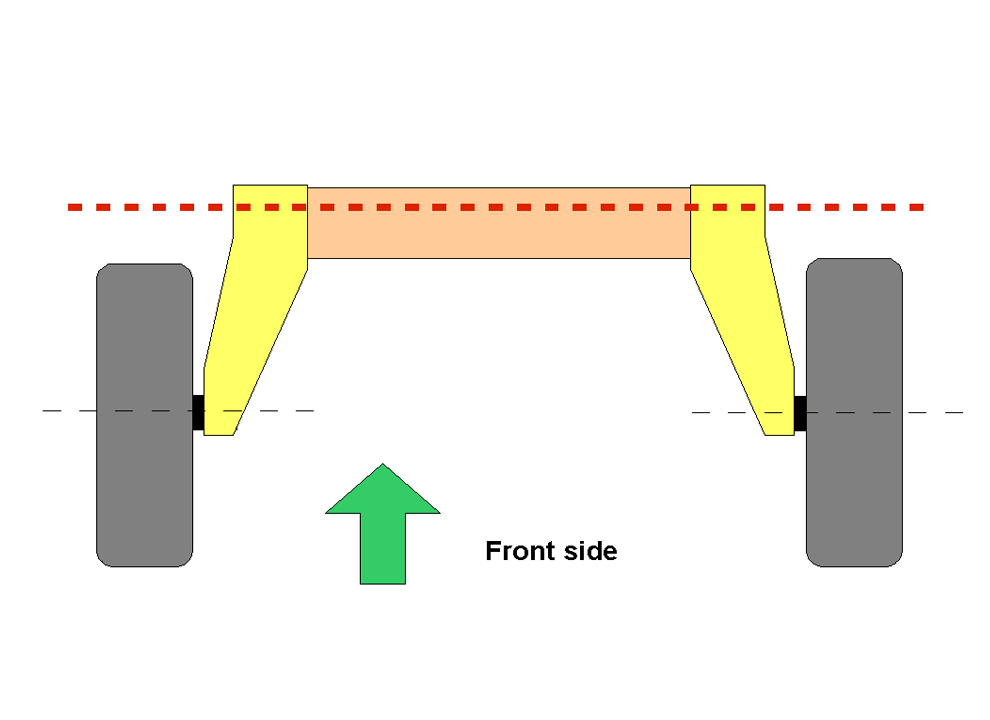
피봇 빔 트레일링 암의 지지점(피봇) 부근에 토션 빔을 접합
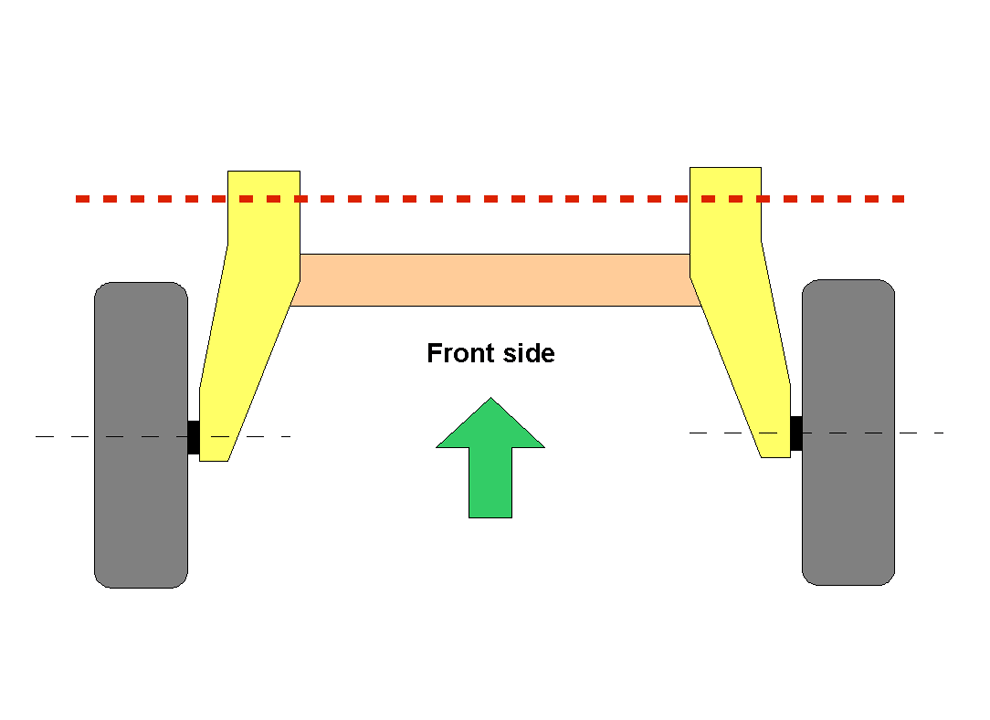
커플드 빔 （커플드 링크） 트레일링 암의 가운데에 토션 빔을 접합
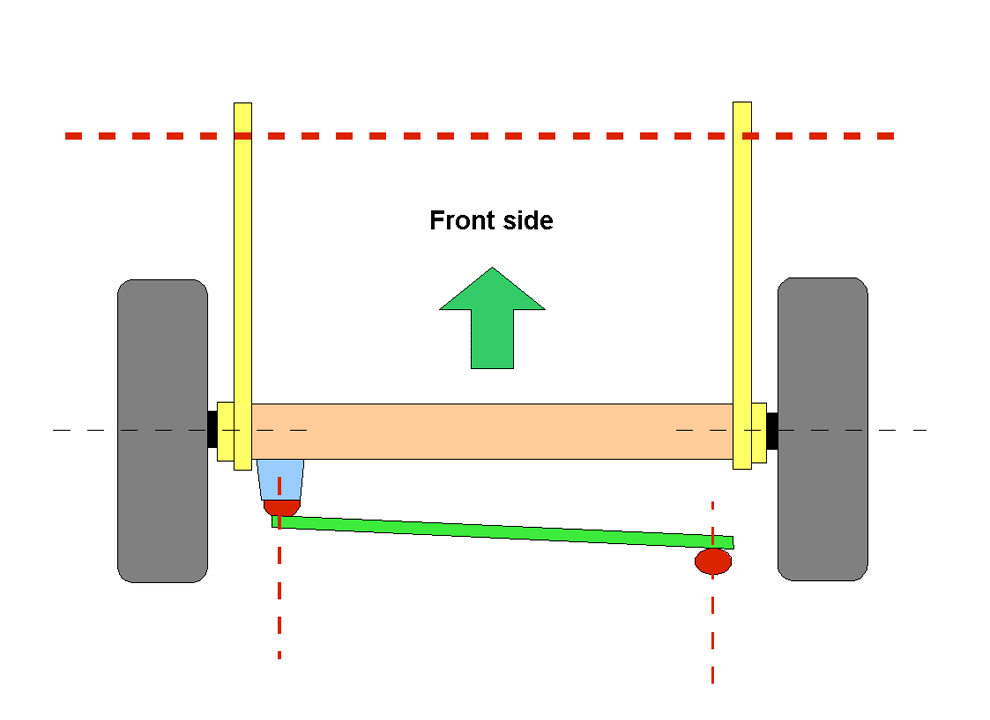
액슬 빔 트레일링 링크(트레일링 암)의 차축(액슬) 부근에 토션 빔을 접합

 보통 배치방식은 커플드빔식이 많다.

## 장점 및 단점
장점으로는 스트로크에 따른 대지 캠버와 트레드 변화가 거의 없는 것과, 간소한 구조에 따른 공간 절약성, 부품 수와 가동부분이 크게 줄기 때문에 비용이 저렴한 것 등이 꼽힌다.
단점으로는 스프링하 질량이 무거워지져, 서스펜션 지오메트리의 자유도가 낮아지는 것, 독립 현가, 차축 현가의 양 쪽 모두에 비해서도 접지성이 낮아지는 것 등이 꼽힌다.

## 같이 보기
- 서스펜션
  - 독립현가
    - 스트럿 식 서스펜션
      - 슈퍼 스트럿 식 서스펜션

    - 트레일링 암 식 서스펜션
      - 세미 트레일링 암 식 서스펜션

    - 더블 위시본 식 서스펜션
    - 멀티링크 식 서스펜션

  - 차축현가 (고정차축)
    - 드 디옹 식 서스펜션
    - 리프 식 서스펜션
    - 링크 식 서스펜션

  - 기타
    - 토션 빔 식 서스펜션

- 스프링
  - 에어스프링
  - 하이드로뉴매틱
  - 토션바 스프링